# Марли Матлин
Марли Матлин (на английски: Marlee Matlin) е американска актриса.

## Биография
Носител е на Оскар и Златен глобус. Получава ги за дебютната си роля в киното и е най-младата актриса, получила наградата за най-добра женска роля. На 11-месечна възраст загубва напълно слуха си в дясното ухо и 80% в лявото. Започва кариерата си на 7-годишна възраст. Живее в Лос Анджелис.

## Избрана филмография
| година | филм                    | оригинално заглавие      | роля        | режисьор    |
| ------ | ----------------------- | ------------------------ | ----------- | ----------- |
| 1986   | Деца, забравени от Бога | Children of a Lesser God | Сара Норман | Ренда Хейнс |